# Mercer Island

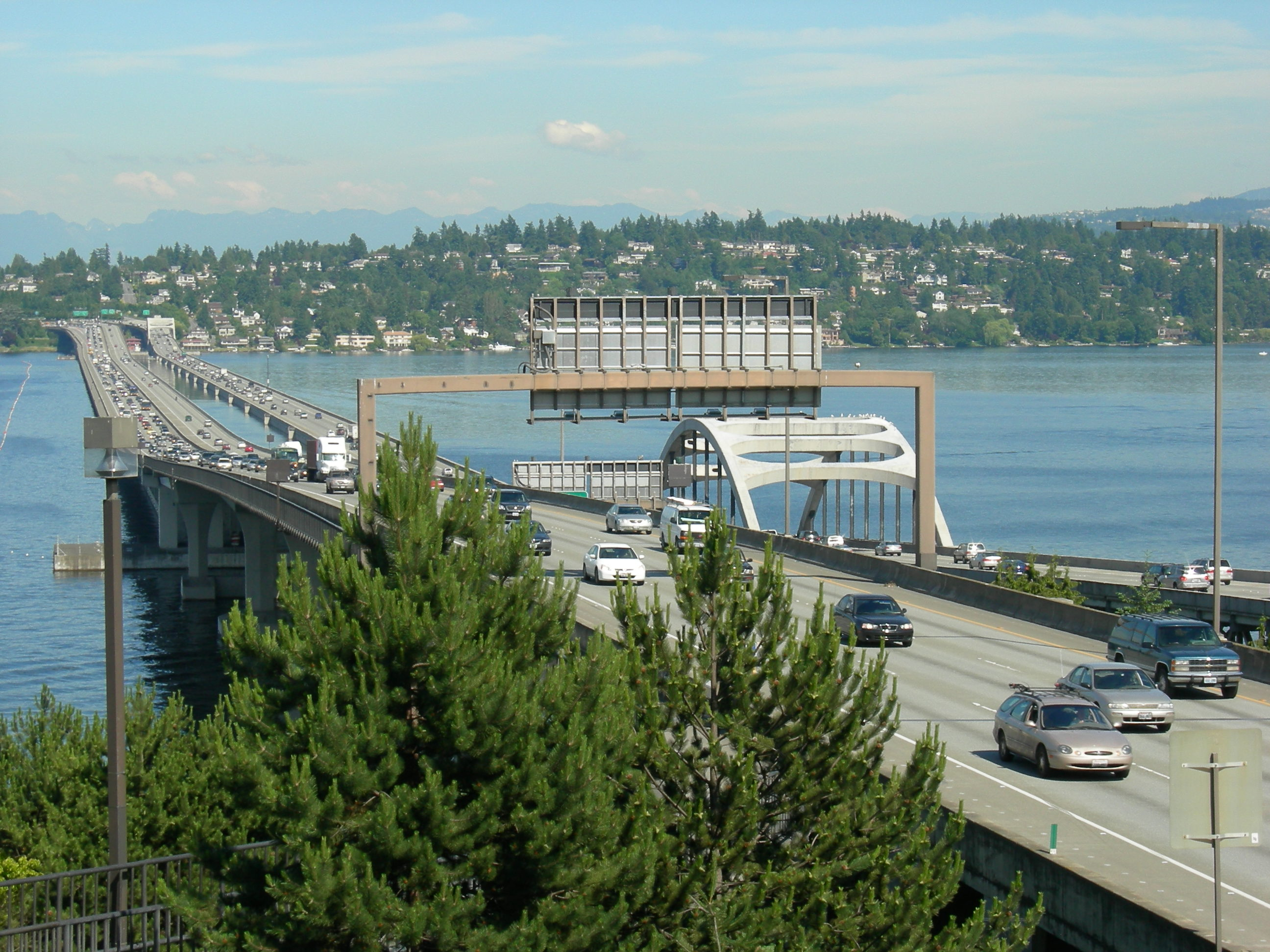
Pohled na ostrov a dvojici plovoucích mostů ze Seattlu

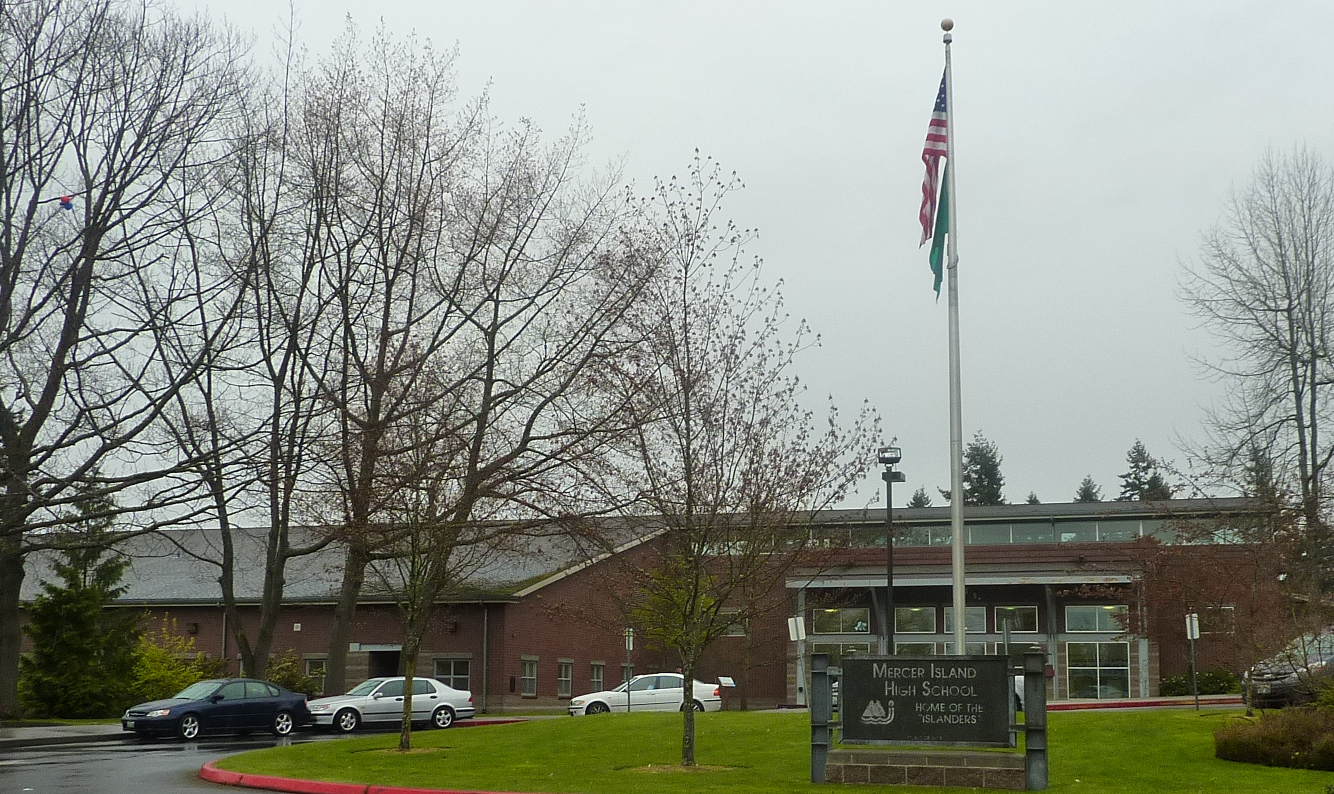
Městská střední škola

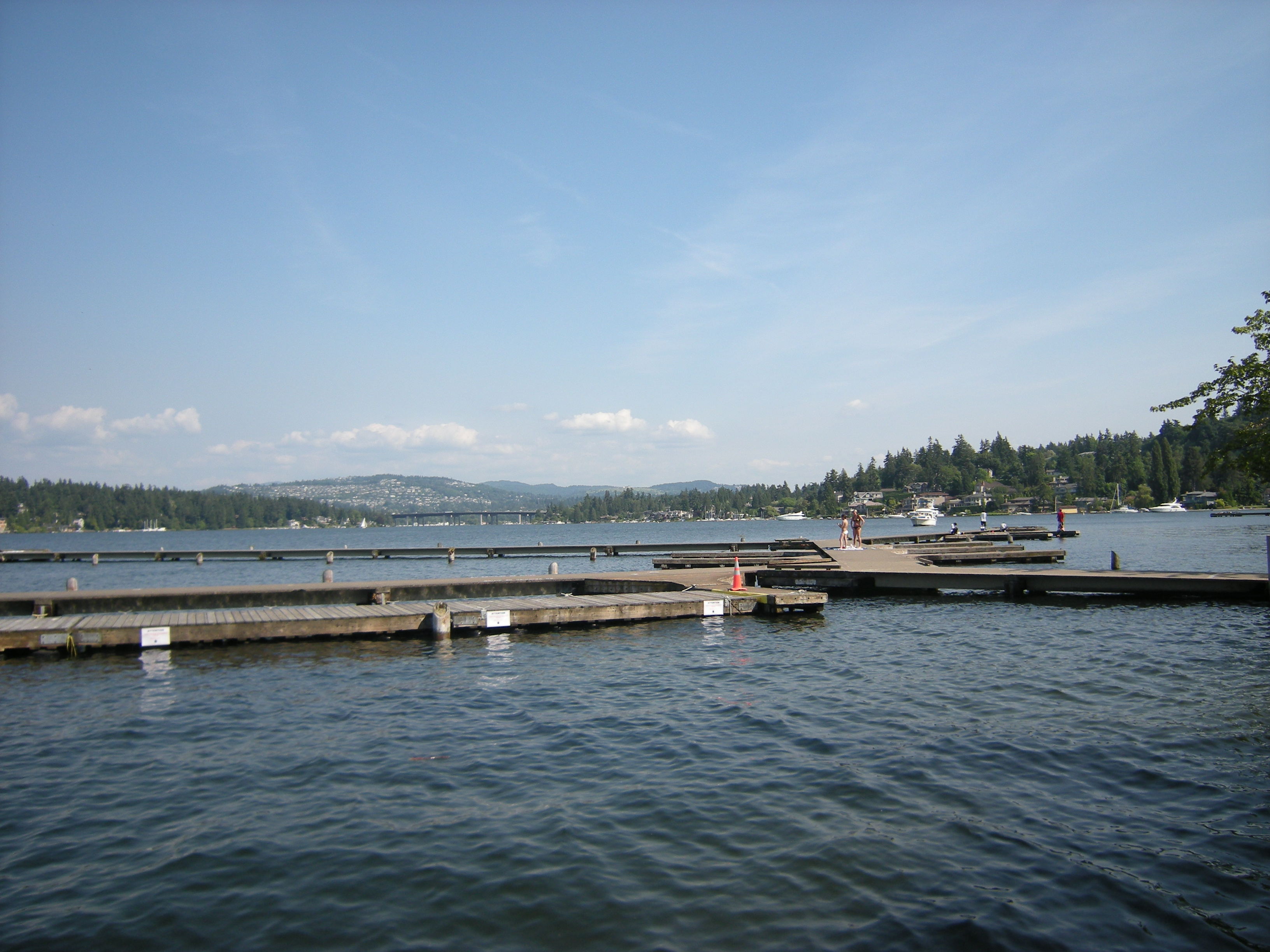
Dok v parku Luthera Burbanka

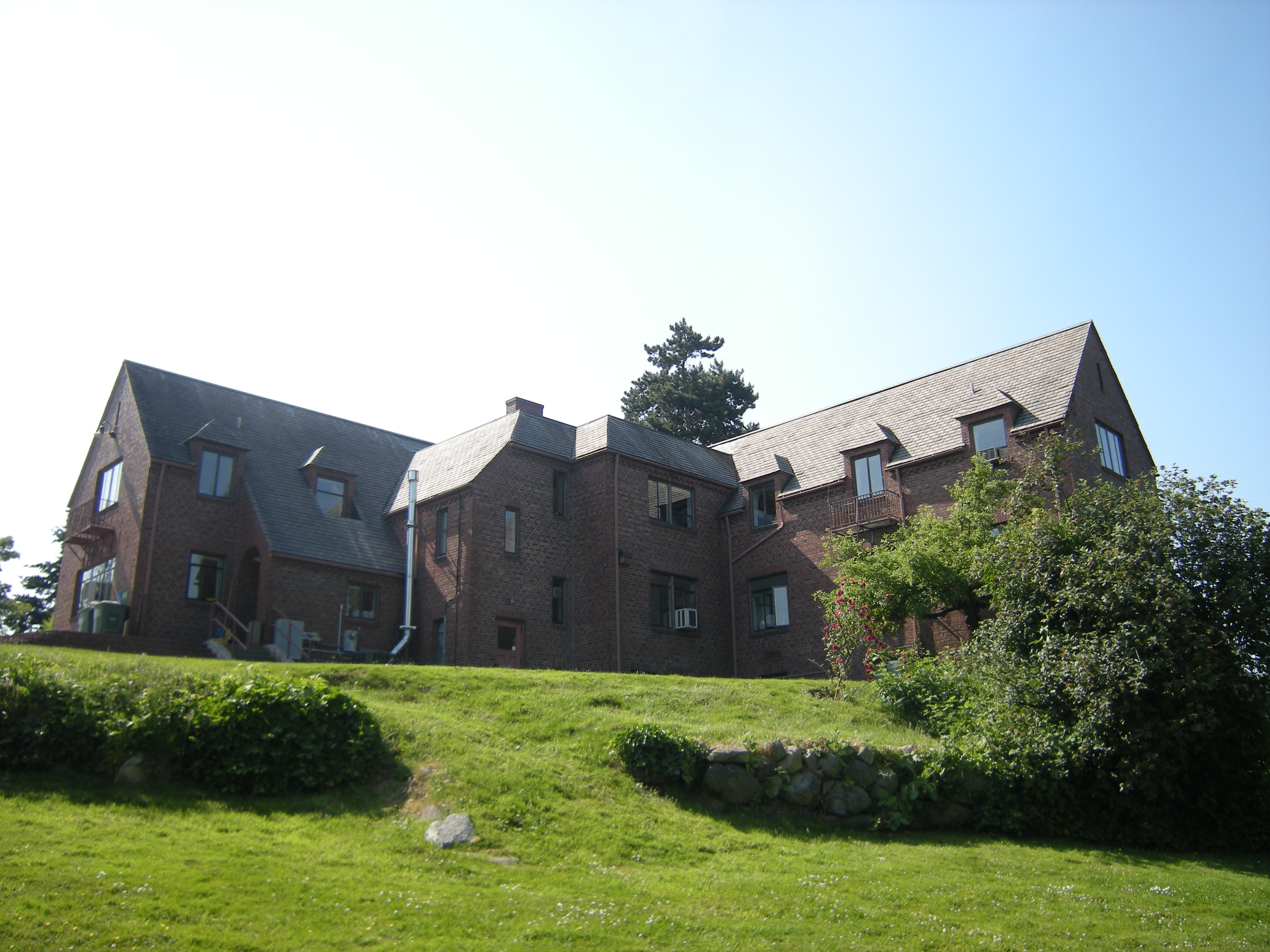
Historická škola Luthera Burbanka

Mercer Island je město v okrese King v americkém státě Washington. Celé se rozpíná na stejnojmenném ostrově ve Washingtonově jezeře a v roce 2010 mělo 22 699 obyvatel.
Město se nachází v metropolitní oblasti Seattle a ostrov, na kterém leží, je nejzalidněnějším jezerním ostrovem ve Spojených státech. Má také své vlastní poštovní směrovací číslo – 98040.

## Historie
Své jméno ostrov nese po rodině Mercerů z nedalekého Seattlu. Poprvé byl osídlen v 70. letech 19. století. Bratři Mercerové se často nemohli shodnout, zdali je lepší lovit, sbírat plody a rybařit na ostrově, nebo v Seattlu. Tito bratři byli soudce Thomas Mercer a politik Asa Shinn Mercer, kteří pocházeli z rodiny z Virginie. První velké město v oblasti, East Seattle, se nacházelo přímo naproti severozápadní části ostrova. Roku 1889 na ostrově postavil C. C. Calkins velký hotel, který pojmenoval po sobě. Jeho výdělek podporoval zavedením parníkové přepravy mezi pevninou a ostrovem, konkrétně mezi parky Madison Park, Leschi Park, čtvrtí Eastside a hotelem. V roce 1908 hotel po záhadném požáru zmizel.
Parníková společnost Calkins Landing ale pokračovala v provozu, čímž podpořila postupné permanentní osídlování ostrova. Svou oblíbenost si získal díky podobnosti souostroví svatého Jana nebo The Hamptons, atraktivní části Long Islandu. Hustě osídlená obec s různými podniky se vytvořila severně od střední části ostrova, mezi čtvrtěmi McGilvara a parkem Luthera Burbanka, ve kterém byla později postavena internátní škola a nyní pokrývá velkou část čtvrtě Middle Island. Roku 1928 byl dokončen a otevřen most East Channel Bridge, spojující ostrov s městem Bellevue. Jeden z nejváženějších obyvatelů ostrova, hudebník George Lightfoot, roku 1930 požádal o spojení mostem také se Seattlem, které bylo otevřeno o 10 let později. Města spojil Lacey V. Murrow Memorial Bridge, druhý nejdelší plovoucí most na světě. Později, v roce 1963, byl postaven další most mezi Seattlem a ostrovem, tentokrát Evergreen Point Floating Bridge, oficiálně nazvaný po guvernérovi Albertu Rosellinim, který je stále nejdelším plovoucím mostem světa. Třetí most, pátý nejdelší plovoucí na světě, Homer M. Hadley Memorial Bridge, byl postaven souběžně s prvním mostem roku 1989. Tři ze zmiňovaných mostů, kromě toho nejdelšího, využívá mezistátní dálnice Interstate 90.
Město Mercer Island bylo začleněno oddělením od East Seattlu v červenci 1960, ale nezahrnovalo 280 000 m² rozlehlou obchodní část ostrova, která se o měsíc později začlenila jako samostatné město. V květnu 1970 se ale města spojila a vytvořila Mercer Island, jak vypadá dnes.

## Geografie
Podle statistického úřadu má město rozlohu 33,6 km², z čehož 51 % tvoří vodní plocha.

## Demografie
Ze 22 699 obyvatel, kteří zde žili roku 2010, tvořili 78 % běloši, 16 % Asiaté a 1 % Afroameričané. 3 % obyvatel byla hispánského původu.

## Vzdělávání
Městský školní obvod zahrnuje šest škol na ostrově: tři základní školy, jednu prostřední, jednu alternativní střední školu a hlavní střední školu města Mercer Island High School. Nezávisle na školním obvodu jsou zde v provozu další dvě základní školy a střední škola Northwest Yeshiva High School.

## Parky
Park Luthera Burbanka pokrývá 310 000 m² a zhruba 1 kilometr pobřeží jezera. Nachází se v něm veřejný dok, rybářské molo, pláž pro plavce, amfiteátr, tenisové kurty, zázemí pro pikniky a barbecue a prostor pro psy bez vodítek. Město přebralo správu parku od okresu King na začátku roku 2003, okres půdu parku zakoupil roku 1969.
The Park on the Lid je parkem umístěným nad tunely mezistátní dálnice Interstate 90. Nachází se v něm softballová hřiště, tenisové kurty, basketbalová hřiště, piknikové přístřešky a Freeway Sculpture Park se sochami. Pionýrský park má rozlohu zhruba 0,5 km² a obsahuje jezdecké, cyklistické a turistické stezky. Deanův dětský park, znám také jako Dračí, je malý park s dětským hřištěm.

## Každoroční události
Při příležitosti seattleského letního festivalu Seafair je ostrov ústředním bodem vystoupení exhibičního týmu amerického námořnictva zvaného Blue Angels. Město má v Den nezávislosti svůj vlastní letní festival, který je zakončen ohňostrojem.

## Partnerská města
Thonon-les-Bains, Horní Savojsko